# Joseph Enakarhire
Joseph Enakarhire [uitspraak: 'ʒɔzɛf eːnɑkɑ'rireː] (Warri, 6 november 1982) is een Nigeriaans voormalig voetballer die als verdediger speelde.
Hij speelde tussen 2000 en 2004 75 wedstrijden voor Standard Luik, aanvankelijk als rechtsachter en later doorgaans als centrale verdediger. In 2012 tekende Enakarhire bij SP La Fiorita, een club uit San Marino. In maart 2013 tekende hij bij de toenmalige Letse kampioen FC Daugava.
Enakarhire speelde tussen 2002 en 2006 23 wedstrijden voor de nationale ploeg van Nigeria.

## Carrière
- -1997:  Warri Frangers (jeugd)
- 1998-1999: Enugu Rangers
- 2000-2004: Standard Luik
- 2004-2005: Sporting Lissabon
- 2005-2006: Dynamo Moskou
- 2006-2007: Girondins de Bordeaux (op huurbasis)
- 2007-2008: Panathinaikos
- 2009: Dinamo Moskou
- 2012: SP La Fiorita
- 2013: FC Daugava